# Voo S7 Airlines 778
O voo S7 Airlines 778 foi um serviço doméstico de passageiros operado por um Airbus A310-300 entre o Aeroporto Internacional Domodedovo e o Aeroporto de Irkutsk e teve um acidente ao aterrar em Irkutsk às 07:44 hora local (22:44 UTC do dia 8 de julho, 19:44 UTC-3) de 9 de julho de 2006. O avião saiu da pista e bateu contra uma barricada de cimento, golpeou um estacionamento particular e incendiou. Bombeiros de cinco quarteis diferentes demoraram duas horas para apagar as chamas.
Um total de 125 pessoas faleceram no acidente e 78 sobrevivem. Foi o pior acidente de aviação em Irkutsk desde o voo Vladivostok Air 352 em 2001. É também o acidente mais mortal da S7 Airlines. No presente é o quarto mortal acidente aérea na Rússia e o terceiro com mais vítimas de um Airbus A310, depois do Voo Kenya Airways 431 e do Voo Yemenia 626.
Após o acidente, muitos meios de comunicação informaram que ocorreu um problema de freio no voo 778. Porém, o relatório final do comitê de Aviação interestadual russo (MAK), concluiu que a causa do acidente estava um erro do piloto.